# Nitrito de sodio (uso médico)
 El nitrito de sodio se usa como medicamento junto con el tiosulfato de sodio para tratar el envenenamiento por cianuro.  Solo se recomienda en casos severos de envenenamiento por cianuro.  En aquellos que tienen tanto envenenamiento por cianuro como envenenamiento por monóxido de carbono, generalmente se recomienda el uso de solo tiosulfato de sodio.  Se administra por inyección lenta en una vena.
Los efectos secundarios pueden incluir presión arterial baja, dolor de cabeza, falta de aliento, pérdida de conciencia y vómitos.  Se debe tener más cuidado en las personas con enfermedades cardíacas subyacentes.  Los niveles de metahemoglobina de las personas sedeben controlar regularmente durante el tratamiento.  Si bien no se ha estudiado bien durante el embarazo, existe cierta evidencia de daño potencial para el bebé.  Se cree que el nitrito de sodio funciona creando metahemoglobina que luego se une con el cianuro y, por lo tanto, lo elimina de las mitocondrias.
El nitrito de sodio entró en uso médico en las décadas de 1920 y 1930.  Está en la Lista de medicamentos esenciales de la Organización Mundial de la Salud, los medicamentos más efectivos y seguros que se necesitan en un sistema de salud.  El costo en los Estados Unidos junto con el tiosulfato de sodio es de aproximadamente US$110.